# Dokter Klondyke

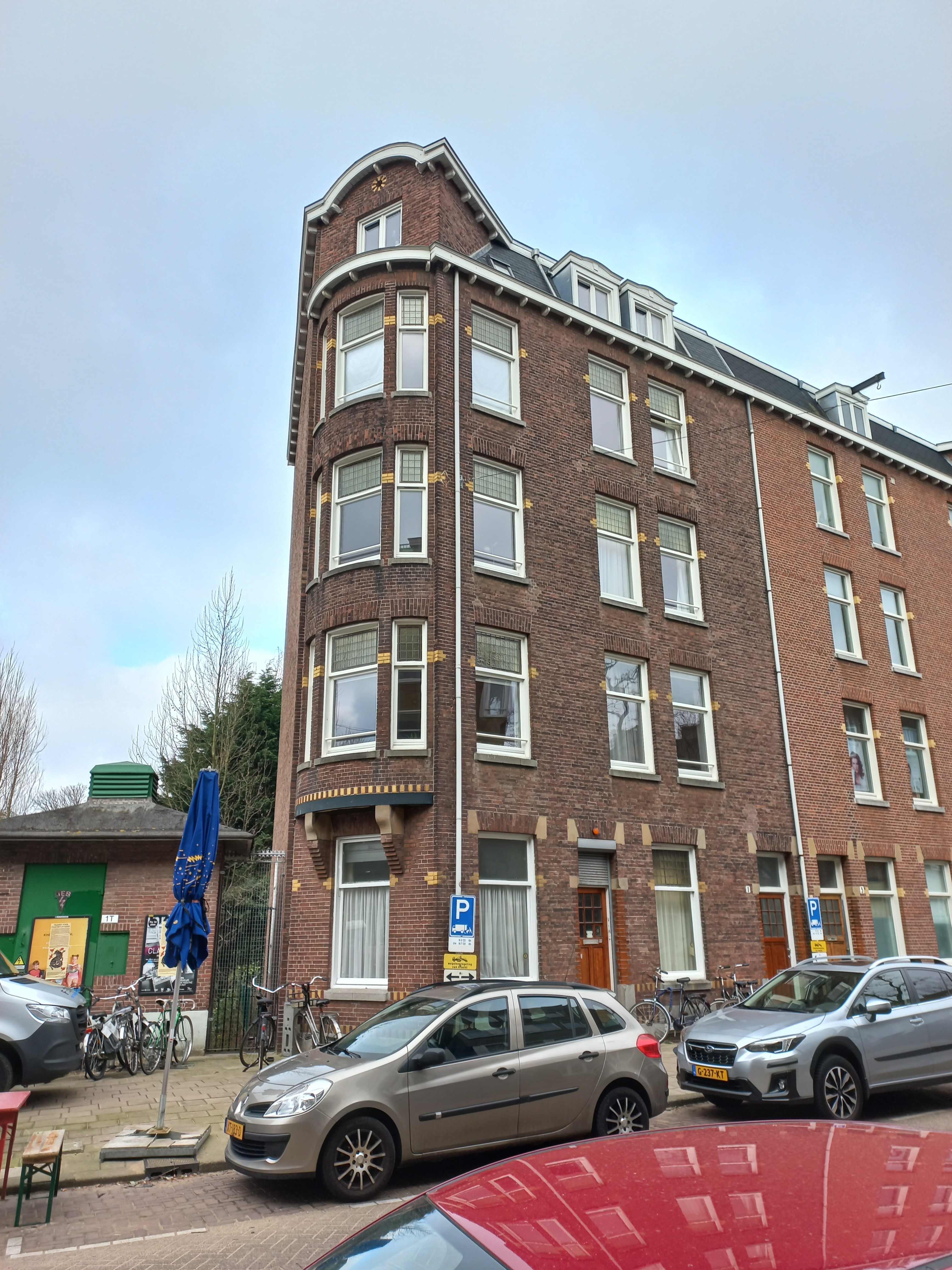
Reinier Claeszenstraat 1 (maart 2022; niet gewijzigd sinds 1946)

'Dokter Klondyke' is een novelle van de Nederlandse schrijver Willem Frederik Hermans, geschreven in 1946 en hetzelfde jaar verschenen in het tijdschrift Criterium. Floris Kalmans is kandidaat in de medicijnen en gaat als 'dokter Klondyke' met huisarts Hemelrijk mee op ziekenbezoek. Een meisje dat hem eens de bons heeft gegeven blijkt nu een patiënt met verlammingsverschijnselen te zijn. Klondyke haalt Kalmans over de patiënt aan hem over te dragen voor verdere verzorging, die uiteindelijk niet baat. In 1948 werd de novelle opgenomen in de verhalenbundel Moedwil en misverstand.
Hoewel het verhaal fictieve gebeurtenissen beschrijft, is het gebaseerd op de ziekenbezoeken van schrijver en huisarts Cola Debrot in de Admiraal de Ruyterbuurt in Amsterdam-West aan het einde van de bezetting, waarbij Hermans hem als 'dokter Klondyke' vergezelde. In de weinige recensies die over Moedwil en misverstand verschenen, werd het verhaal een van de hoogtepunten genoemd, onder anderen door F. Bordewijk; Gerard Reve schreef in een brief aan de auteur dat hij dit verhaal samen met 'Loo-Lee' het beste van de bundel vond. In de weinige interpretaties die aan de novelle gewijd zijn, ging de aandacht vooral uit naar de freudiaanse elementen en de epistemologische thematiek van de onkenbare werkelijkheid.

## Autobiografische achtergrond
De figuur van dokter Hemelrijk is enigszins gebaseerd op Cola Debrot, die rond 1946 een huisartspraktijk in Amsterdam-West had. Hermans raakte met hem bevriend na hun kennismaking op 4 maart 1945. Het verhaal heeft in de voorpublicatie ook de opdracht: 'Voor Cola Debrot.' Over die opdracht schreef Hermans in 1946 aan Debrot:
Aan je gesprekken, aan de patiënten die je mij liet zien enz. heb ik veel te danken, wat ik in de opdracht bij Dr Klondyke tot uitdrukking heb pogen te brengen.
Debrot had sinds 1942 een huisartsenpraktijk aan de Reinier Claeszenstraat 1 in Amsterdam-West in de buurt van de Admiraal de Ruijterweg, aldus zijn biograaf J.J. Oversteegen. In de laatste fase van de bezetting nam hij Hermans mee op ziekenbezoek en stelde hem voor als dokter Klondyke. Literatuurwetenschapper G.F.H. Raat wijst erop dat dit door Debrot bedachte pseudoniem Hermans moet hebben geamuseerd, want na de oorlog liet hij vier thrillers verschijnen onder het pseudoniem Fjodor Klondyke. In een interview met Hans van Straten vertelde Hermans dat hij daarbij in de buurt van het Mercatorplein het verwijderen van een borstgezwel meemaakte, en dat het pension uit het verhaal gebaseerd is op een pension aan de Nicolaas Beetsstraat waar mannen met gangreen in de voeten hadden en zwarte, weggerotte tenen. Ook het vermoeden van de andere dokter aan het einde van het verhaal, dat dokter Klondyke een mislukte abortus had gepleegd, is gebaseerd op een bezoek: in een bovenhuis aan de Admiraal de Ruyterweg lag een meisje ziek in bed: Debrot "rukte de dekens van haar en zag meteen dat het om een abortus ging. Hij was woedend." Volgens Debrots biograaf Oversteegen ontleende Hermans enkele 'gebaren' van Hemelrijk aan Debrot, en aan hun gezamenlijke bezoeken 'een voorval en (vooral visuele) details.'
Over de Admiraal de Ruyterweg reed tot 1957 de blauwe tram die vanaf de Spuistraat binnen een uur reistijd naar Zandvoort reed. Zoals in het verhaal beschreven, had deze tram een vrije baan op de De Ruyterweg.
Het zieke meisje Lily zou een wraakneming van Hermans zijn op Elly Freem, een verkoopster bij boekhandel Balkema, op wie hij volgens biograaf Van Straten 'dodelijk verliefd' was geweest. Toen Hermans eens bij haar aanbelde, kwam hij niet verder dan de vestibule en werd binnen twee minuten weer op straat gezet. Zij lag met polio in het Wilhelmina Gasthuis in de periode dat Hermans aan zijn novelle schreef.

## Inhoud
Op oudjaarsdag bezoekt Floris Kalmans, kandidaat in de medicijnen, zijn kennis dokter Hemelrijk. Als deze wordt opgebeld om naar een patiënt te komen kijken, vergezelt Kalmans hem. De patiënt, Lily, woont in een buurt aan de rand van de stad in een straat waar de trein naar de kustplaats langs komt. Onderweg vertelt Hemelrijk dat zijn beroep niks voorstelt: of ze zouden ook wel zonder dokter herstellen, of er is niets aan te doen. Zij worden door moeder Vente, de pensionhoudster, bij Lily gebracht. Hemelrijk stelt hem voor als zijn collega, 'dokter Klondyke'. Lily is al een jaar vanaf haar heupen verlamd.
Lily verzoekt Hemelrijk om Klondyke alleen te mogen spreken. Klondyke en Lily hebben een verhouding gehad, totdat zij hem de bons gaf. Nu vraagt hij hem om haar als zijn patiënt aan te nemen, want Hemelrijk verwaarloost haar. Dit zegt Klondyke toe. Buiten barst hij in huilen uit: 'Want dit had hij haar toch eigenlijk nooit toegewenst. Zij die zo mooi was en nog zo jong...' Terug in de praktijk van Hemelrijk zet hij zijn vermoeden uiteen, dat Lily denkt dat hij haar vervloekt heeft en alleen zelf de vloek weg kan nemen. Hemelrijk stemt toe in de overdracht en geeft hem een stethoscoop en het adres waar hij receptbriefjes kan laten drukken.
Klondyke komt regelmatig langs en wint hiermee het hart van moeder Vente, de pensionhoudster. Hij brengt Lily in contact met de buitenwereld, eerst door aan haar te beschrijven wat hij uit het raam ziet en in de lente door haar te ondersteunen bij het zelf uit het raam kijken. Daarbij streelde hij 'voor het eerst na bijna twee jaar' haar haren. De daaropvolgende vrijpartij vat Lily op als een teken dat zij aan de beterende hand is; anders zou Klondyke wel alleen haar dokter zijn en geen minnaar. Op een gegeven moment kan zij een been weer optillen en de knie buigen. De hele tijd komt de trein naar de kustplaats langs rijden., met alle overlast van dien.
In de bibliotheek neemt hij alle wetenschappelijke literatuur over de aandoening van Lily door. Als hij Lily een half jaar onder behandeling heeft, huurt hij een masseur in, de vijfendertigjarige zuster Ferro, om de spieren van Lily alvast wat sterker te maken voordat zij weer gaat lopen. Zuster Ferro gelooft er niets van dat hij dokter is maar zegt toch toe te zullen helpen met haar paradoxale methode van volledige spierontspanning: "Pas wie zijn spieren ontspannen kan, kan ze spannen."
Kalmans begint bleek te zien van het studeren in de bibliotheek. Volgens Hemelrijk spreekt hij "als een dokter van een ander continent of van de maan", waarop Kalmans concludeert dat Hemelrijk denk dat hij met "je eigen milieu" bedoelt: 'in het gekkenhuis.' Kalmans zegt zuster Ferro het vertrouwen in haar methode van ontspanning op, volgens hem is juist inspanning van de spieren geboden.
En gelijk heb ik. Ik heb meer gelijk dan zij die met een officiële verklaring rondlopen dat zij altijd gelijk hebben. Ik heb gelijk, omdat ik mij ingespannen heb.
Zuster Ferro geeft toe en behandelt Lily volgens de instructie van Klondyke. Aanvankelijk werkt dit goed: binnen enkele weken kan Lily door de kamer lopen, zij het met ondersteuning van Klondyke en de zuster. Van de opwinding wordt hij halverwege augustus zelf ziek. 's Nachts draagt hij hele stukken voor uit de leerboeken die hij bestudeert. Na twee weken begeeft hij zich op een zondag toch weer naar Lily. Zijn tram botst op een auto zodat hij een stuk moet lopen. Moeder Vente deelt hem mee dat de toestand van Lily intussen is verslechterd. Zij is ervan overtuigd dat Lily stervende is: "Ik heb dat meer gezien." Hij beschrijft voor Lily wat hij uit het raam ziet. De trein staat onder de poort stil, kennelijk een ongeluk. Uit de ramen steken de hoofden van kinderen die met hun schepjes op weg naar het strand zijn. Lily, denkend dat Klondyke een echte dokter is, spoort hem aan om hulp te gaan bieden aan eventuele gewonden en sterft dan plotseling.
Een pensionbewoner, een oude man, zegt dat dit komt omdat Kalmans zo zijn best heeft gedaan: "Toen u uw best niet deed, toen ging het immers goed, zij kon al bijna weer lopen." Want zijn best doen is "een onrechtvaardigheid." Een oude vrouw vult aan dat het "een onrechtvaardigheid tegen God" is. Hij vindt dat de man gelijk heeft.
Kalmans gaat naar Hemelrijk om een overlijdensakte te halen, maar op diens adres is nu een andere dokter gevestigd. Hoewel Kalmans een stoet van patiënten ziet en in de spreekkamer een ontblote patiënte laat schrikken, zegt deze dokter dat het zondag is en dus geen spreekuur. Hij duwt Klondyke naar buiten, denkend dat die iemand zwanger heeft gemaakt en toen voor dokter heeft gespeeld.
Hij keert terug naar het pension om zijn hoed te halen en bedenkt dat het niet meebrengen van een overlijdensakte zijn bedrog zal doen uitkomen. Als hij onderweg ziet dat de trein weer rijdt, besluit hij plotseling erop te springen. Een treinpassagier heeft de deur al voor hem open gezet en anderen hijsen hem naar binnen. Onderweg dreigt een onweer op te komen, maar dit blijft uit en na een half uur kan hij aan de branding gaan wandelen.

### Personages
- Kalmans, student in de medicijnen
- dokter Hemelrijk, huisarts
- Lily, voormalig vriendin van Kalmans, nu zijn patiënte
- Moeder Vente, hospita van Lily
- Zuster Ferro
- Pensionbewoners: een oude, kale vrouw, een man met zijn arm in het verband en een magere jongen die niet praten kan
- Treinpassagiers

## Structuur

### Een vast patroon
In een brief aan boekwetenschapper Frans A. Janssen legde Hermans uit dat reeds deze vroege novelle gestructureerd was volgens het patroon van zijn latere werk:
Het zit al net zo in elkaar als mijn latere verhalen: de trein, vroeg geïntroduceerd, die het huis waar hij onderdoor rijdt barsten doet, maar aan het slot goed genoeg is om de hoofdpersoon naar zee te brengen om z'n totale nederlaag te proeven; het van voornemen veranderen, de goede dokter veranderd in een kwade, het giftige misverstand, de machteloosheid enz.

### Tijdsverloop
Literatuurwetenschapper Jan Fontijn wijst op het belang van de seizoenen in de novelle. Het begin valt op oudejaarsdag, dus in de winter, en de mislukking van Kalmans wordt voltrokken op een hete dag in augustus.

### Kalmans en Hemelrijk als parallelfiguren
In het begin is de student Kalmans een passieve persoon die zich niet inspant, geheel in overeenstemming met zijn naam. Dokter Hemelrijk heeft een superieure positie, die eveneens uit zijn naam blijkt. Kalmans zit in de spreekkamer op de plaats van de patiënt wat de hiërarchische verhoudingen benadrukt. Kalmans praat Hemelrijk na als hij zegt dat de meeste patiënten wachten tot 'na het feest' met ziek worden. Hemelrijk zegt dat men voor dokter lang moet studeren 'en tenslotte niets hoeft te weten'. Op deze opvatting baseert Kalmans de behandeling van Lily.
Zodra de toestand van Lily verbetert, begint Klondyke op Hemelrijk te lijken: hij studeert in medische boeken en ontwikkelt zich zo tot arts. Hij zit ook in zijn stoel in dezelfde houding als Hemelrijk: naar voren gebogen. De gedachte dat Lily weer kan lopen, maakt Klondyke zelf 'het liggen of zitten bijna onmogelijk'. Opnieuw een overeenkomst met Hemelrijk, die meestal staat of gesticulerend heen en weer loopt.

## Motieven

### Freud
Dokter Hemelrijk is in het freudiaanse schema de plaatsvervanger van de vader, wat volgens literatuurwetenschapper Michel Dupuis hieruit blijkt dat Klondyke diens plaats inneemt. Zonder het zelf te beseffen is Klondyke erop uit om zijn 'vader' te overbluffen met de genezing van Lily. Ook Ed Popelier meent dat Hemelrijk een vaderfiguur is.
Twee vrouwelijke personages zijn volgens Dupuis een substituut van de zuster: Lily en zuster Ferro. Zoals in de novelle 'Atonale' uit dezelfde bundel Valentijn wordt bijgestaan door zuster Adelphe, zo is in 'Dokter Klondyke' zuster Ferro de assistent van Klondyke. Deze is ook een mogelijke geliefde.

### Queeste
De naam Klondyke verwijst naar Klondike, een gebied in Alaska en Canada waar naar goud wordt gezocht, wat volgens Dupuis betekent dat ook Kalmans een soort goudzoeker is. In dit verhaal is het gezochte goud de genezing van Lily.

### De trap als weg naar de dood
Een trap of ladder leidt in het werk van Hermans vaak naar de dood. Ook in 'Dokter Klondyke' is dat het geval: dokter Hemelrijk en Kalmans moeten een trap op om bij Lily te komen. Als Klondyke haar alleen bezoekt, wacht moeder Vente hem op aan de trap.

## Schrijfstijl
Een belangrijk kenmerk van Hermans' prozastijl in deze tijd was de vergelijking, meent biograaf Hans van Straten, die enkele voorbeelden uit de novelle geeft:
- 'Soms verviel hij in plotseling stilzwijgen, als was ergens een deur in hem dichtgevallen.'
- 'Die vraag zweefde hem voor als de groene vlek van een lamp waar men te lang in heeft gestaard.'
- 'De student zag zijn vriend weer op de bel drukken, lang, als wilde hij zijn vinger in het huis boren en iemand daarbinnen op de schouder tikken.'[22]

## Thematiek

### De onkenbaarheid van de werkelijkheid
Het thema van de ondoorgrondelijkheid van de werkelijkheid krijgt gestalte via enkele deelaspecten.

#### Zuster Ferro: schijn en wezen
Zuster Ferro wordt geïntroduceerd als een keurige vrouw in een witgesteven schort die een zakdoek zit te zomen. Maar achter dit 'karikaturaal nette voorkomen', zoals Raat deze beschrijving taxeert, gaat een hitsige vrouw schuil, die Klondyke met haar boezem aanraakt, hem uitnodigt haar op te zoeken en een dubbelzinnige vraag stelt: "Zelfs de hardstgespannen spier is niets waard, wanneer men hem niet tot ontspanning brengen kan. Denk je ook niet?"

#### Gebrek aan inzicht in de eigen en andermans drijfveren
De motieven waarmee Klondyke de behandeling van Lily overneemt, zijn onduidelijk: hij is op die dag dronken, wat zijn beoordelingsvermogen schaadt; hij meent dat een vervloeking van zijn kant haar ziekte kan hebben veroorzaakt; hij zegt tegen Hemelrijk dat Lily zelf denkt dat hij haar vervloekt heeft; er is sprake van amoureuze gevoelens tussen Klondyke en Lily.

#### Gebrek aan inzicht in causale verbanden
Zodra de toestand van Lily verbetert, schrijft Klondyke dit toe aan zijn eigen activiteit, ook al ontbreekt het hem aan medische deskundigheid: 'Het komt er alleen op aan wat te doen'. Hij denkt dat het niet uitmaakt wat hij heeft gedaan. 'Ik heb gelijk, omdat ik mij ingespannen heb,' denkt Klondyke.
Als Lily is gestorven, verwijten de andere bewoners van het pension Klondyke zijn activiteit. Zijn best doen is onrechtvaardig, het is rebelleren tegen God, het is de voorkeur geven aan een methode boven een andere. Klondyke acht de verwijten terecht: hij heeft gedacht dat hij ervoor werd beloond om iets te doen. Ironisch genoeg is een van de bewoners een jongen die niet kan spreken en maar één klank kan uitstoten: "Doe!"

### Allusie op Newton
Het verhaal eindigt ermee dat Klondyke, nu weer als 'student' aangeduid, langs de branding loopt en een schelp opraapt. Dit slaat is een allusie op een bekende uitspraak van de natuurkundige Isaac Newton, waarin die zijn kennis van de waarheid relativeert:
I do not know what I may appear to the world; but to myself I seem to have been only like a boy playing on the sea-shore, and diverting myself in now and then finding a smoother pebble or a prettier shell than ordinary, whilst the great ocean of truth lay all undiscovered before me.

## Publicatiegeschiedenis
'Dokter Klondyke' verscheen in het juli-augustusnummer 1946 van het tijdschrift Criterium en was daar opgedragen aan Cola Debrot.
In juli 1973 verscheen 'Dokter Klondyke' als onderdeel van Bulkboek 14, een bloemlezing uit de verhalen van Hermans getiteld Hundertwasser, honderdvijf en meer. Verhalen.
In 1981 verscheen een Russische vertaling van N. Fedorova in de bundel Sovremennaja Niderlandskaja novella.

## Plaats in het oeuvre
De auteur zag verwantschap tussen 'Dokter Klondyke' en het veel langere verhaal 'Paranoia'. Kort na voltooiing van 'Paranoia', op 9 juni 1948, schreef hij aan Paul Rodenko dat de novelle geschreven was 'in de trant van Klondyke. maar veel langer.'

## Waarderingsgeschiedenis
In het Utrechts Nieuwsblad besprak F. Bordewijk de verhalenbundel en noemde 'Dokter Klondyke' een 'uitmuntend staal van litterair surrealisme'.
Ed. Hoornik schreef in Vrij Nederland van 11 september 1948: 'Een verhaal als "Dokter Klondijke" getuigt van een buitengewone opmerkingsgave en behoort tot het beste proza der jongeren.'
Gerard Reve schreef Hermans in een brief van 26 september 1948 dat hij de verhalen 'Loo-Lee' en 'Dokter Klondyke' 'stellig de beste' uit de bundel vond. Dat oordeel zette hij om in commercieel succes voor Hermans: op 10 maart 1951 schreef Reve dat hij op de boekenmarkt van de Bijenkorf in Rotterdam bezoekers tot de aanschaf van Moedwil en misverstand had weten te bewegen door ze passages uit 'Dokter Klondyke' te laten lezen.
Biograaf Van Straten beschouwde 'Dokter Klondyke' als 'zijn meest larmoyante verhaal', 'te vergelijken met Witte nachten van Dostojevski, ook een treurige novelle over een mislukte liefde.'
Ondanks de algemene lof voor 'Dokter Klondyke' constateerde G.F.H. Raat in 2010 dat er in ruim een halve eeuw niet veel over het verhaal was geschreven.
In een recensie voor NRC Handelsblad van 2 september 2022 bij de voltooiing van de Volledige Werken lichtte criticus Arnold Heumakers 'Dokter Klondyke' uit en noemde het een 'aandoenlijk navrant' verhaal.